# Joaquina Sitchez
Joaquina Garcia (nata María Joaquina Sitchez Irisarri), nota anche con lo pseudonimo di Briones (Madrid, 28 luglio 1780 – Bruxelles, 10 maggio 1864), è stata un soprano e attrice teatrale spagnola. 
Moglie del tenore Manuel García, fu madre di Manuel junior, Maria Malibran, Pauline Viardot.

## Biografia
Nacque da Martín Sitches (o Sitchez) e Lorenza Irisarri. Attrice, giunse a Madrid, giovane vedova, con il nome di Joaquina Briones,, insieme a sua sorella Francisca. Nel 1798, fu scritturata dalla compagnia de los Caños del Peral come graciosa de música, e poi nel 1800 da quella del Teatro del Principe, per le partes jocosas, e cioè per i personaggi buffi. Si esibì, in particolare, in ruoli di servetta: Claudia ne L'avaro di Molière,, Cecilia in La Acelina, Sofia in El amor y la intriga, Fanchetta in Los amantes generosos, e Isabel in Un loco hacia ciento. Nel 1801 interpretò anche un personaggio più importante, come Lemaida in El califa de Bagdad.
All'inizio di 1802, venne licenziata dalla compagnia del Principe, ma nel settembre del 1802 fu di nuovo scritturata dalla compagnia de los Caños del Peral diretta da Melchor Ronzi, con Manuel Garcia e sua moglie Manuela de Morales Aguirre. Il 20 maggio 1802, al Teatro de los Caños del Peral, interpretò il ruolo della contessa, in El casamiento de Figaro, a fianco di Garcia, del quale divenne l'amante. Il 10, l'11, il 12 ed ol 13 dicembre 1802, Joaquina canta in una serie di opere italiane tradotte in spagnolo, tra cui El engaño feliz, questa volta senza Manuel. Il 1º giugno 1803, le autorità vennero a conoscenza dello scandalo provocato dall'adulterio tra Manuel e Joaquina, intervento che non ebbe comunque delle conseguenze.. Nellì ottobre 1804 Joaquina canta in El médico turco, poi ne Las mujeres. Dall'adulterio tra Joaquina e Manuel, nel 1805, nacque un figlio, chiamato Manuel come il padre. Durante le due anni successivi, Manuel, Manuela e Joaquína interpretano diversi ruoli tutti i tre insieme in diverse composizioni tra cui opere di Manuel. Dall'estate 1805, Joaquina ritorna nella compagnia del Principe, sempre con Manuel e Manuela. Apparve con loro in El marinerito, il 31 agosto 1806 con la compagnia del Principe, al teatro de los Caños.
Nel 1807, Manuel Garcia si recò in Francia con Manuela e Joaquina. Manuela abbandonò suo marito bigamo e tornò in Spagna. Dissimulando il suo primo matrimonio, Manuel sposò Joaquina dopo la partenza di Manuela e la nascita di Marie Félicité, la futura Maria Malibran. Joaquina diverrà poi madre, nel 1821, di una terza figlia, destinata anch'ella a guadagnarsi grande fama con il nome maritale di Pauline Viardot). I tre bambini, dotati per il canto, saranno educati a questa arte da loro padre. Questo non manca neanche di scrivere dei ruoli per la sua moglie. Alla morte di suo marito, Joaquína prese l'incarico della formazione al canto della piccola Pauline, che aveva appena 11 anni.
Joaquina canta, per la prima volta nel 1810, al Théâtre italien de Paris, successivamente, nel 1816, 1820 e nel 1821. Nel 1810 canta nella Molinara di Giovanni Paisiello con la Signora Festa.
Manuel si recò a Napoli dal 1811 al 1816. Qui cantò spesso con Isabella Colbran. Joaquina interpreta allora alcuni ruoli nelle opere di suo marito, tra cui Il Califfo di Bagdad il 30 settembre 1813 al Teatro San Carlo, o ancora ne Il Fazzoletto.
Dopo la tournée italiana, la famiglia Garcia si sostò a Parigi, dove fu rappresentata l'opera di Manuel Il Califfo di Bagdad in due atti al Théâtre Italien nel 1817, e Il Fazzoletto il 23 marzo 1820.
Manuel si recò poi in Inghilterra, dove, nel 1825, si esibì con Joaquina, tra l'altro in un'opera in un atto di una sua opera, La buona famiglia: i personaggi sono delle marionette con il nome dei membri del famiglia Garcia.
Sempre nel 1825, tutta la famiglia partè per gli Stati Uniti: Joaquína interpreta Berta nella prima americana del Barbiere di Siviglia, al Park Theatre di New York, il 19 novembre 1825, mentre Manuel padre canta il ruolo del conte, Manuel Jr., Figaro, e Maria Felicia Rosina. Joaquína interpreta anche ruoli nelle opere del marito come, La figlia dell'aria. Derubati durante il ritorno dal Messico, nel 1829 ritornarono con pochi beni in Europa. Manuel padre morì nel 1832, poi la figlia, la Malibran, nel 1836, alla giovane età di 28 anni.
Nel 1850, Joaquina va ad abitare con la nuora, Cécile Eugénie Mayer (1814–1880), moglie di Manuel Jr., la quale dava lezioni di musica in un appartamento a Montmartre e manteneva un salone frequentato da parte del mondo letterario di Parigi.
Si trasferì poi a Bruxelles, con una nipote, anch'essa cantante, Antonia Sitchès de Mendi, sposa poi del violinista e compositore belga Hubert Léonard. Qui morì il 10 maggio 1864.

## Interpretazioni

### Nelle prime assolute
- Clemencia in Quien porfía mucho alcanza di Manuel Garcia, lui stesso cantando Don Alejandro, in novembre 1802 a Madrid[35].
- Lemede ne Il califfo di Bagdad di Manuel Garcia, al Teatro del Fondo di separazione di Napoli, il 30 settembre 1813[cor 1][36].
- Ismene in Medea in Corinto di Giovanni Simone Mayr, con il marito interpretando Egeo, al Teatro San Carlo di Napoli, dal 28 novembre 1813 in poi[cor 2].
- Matilde in Ernesta e Carlino di Luigi Capotorti, con Giuseppina Ronzi de Begnis nel ruolo di Carlino, al Teatro dei Fiorentini di Napoli, per la stagione del carnevale 1814-1815[cor 3].
- Chiara ne L'amante astuto di Manuel Garcia, con la figlia, la futura Malibran, come prima donna nel ruolo di Rosalia, al teatro di New York, il 17 dicembre 1825[cor 4][37].
- Neride ne La figlia dell'aria di Manuel Garcia, al Park Theatre di New York, il 25 aprile 1826[cor 5].

### Altre
- Cherubino ne Le nozze di Figaro di Mozart, con il marito nel ruolo del Conte, al teatro Carignano di Torino, durante l'autunno 1811[cor 6],
  - e al teatro del Fondo di Napoli, in marzo 1814[cor 7]
  - e di nuovo al teatro san Carlo di Napoli l'11 maggio 1815[cor 8].
- Dorina ne L'oro non compra amore di Marcos António Portugal, con il marito nel ruolo di Alberto, al teatro San Carlo di Napoli, dal 6 gennaio 1812 in poi[cor 9].
- Giulia ne La roccia di Frauenstein di Giovanni Simone Mayr, con il marito nel ruolo di Elrico, al teatro del Fondo di Separazione di Napoli, durante la primavera 1812[38].
- Elena in Amor non ha ritegno di Giovanni Simone Mayr, al teatro del Fondo di Napoli, durante l'estate 1812[39].
- Fulvia ne I Manli di Giuseppe Nicolini, con il marito nel ruolo di Manlio, al Teatro San Carlo di Napoli, dal 7 novembre 1812 in poi[cor 10].
- Vinvella in Gaulo ed Oitona di Pietro Generali, con il marito nel ruolo di Gaulo, al teatro San Carlo di Napoli, dal 9 marzo 1813 in poi[cor 11].
- Argia ne I riti d'Efeso di Giuseppe Farinelli, con il marito nel ruolo di Clearco, al Teatro San Carlo di Napoli, dal 7 giugno 1813 e per il resto della primavera[cor 12].
- Despina ne La scuola degli amanti di Mozart, al Teatro del Fondo di napoli, durante la primavera 1815[cor 13]
- Brigida ne La casa da vendere di Hippolyte André Baptiste Chélard, al Teatro dei Fiorentini di Napoli, durante l'estate 1815[40].
- Isaura nel Tancredi di Rossini, con la figlia nel ruolo di Tancredi, e il marito nel ruolo d'Argirio, al New-York Theatre di New York, nel 1825[41].
- Berta nella prima americana del Barbiere di Siviglia, al Park Theatre di New York, il 19 novembre 1825.
- Donna Elvira nel Don Giovanni di Mozart, con la figlia nel ruolo di Zerlina, il figlio nel ruolo di Leporello ed il marito nel ruolo di Don Giovanni, a New York, nel 1826[42].
- Emilia nellʾOthello di Rossini, con il figlio nel ruolo di Iago ed il marito in quello di Othello, a New York, nel 1826[43][cor 14].
- Matilda in Romeo e Giuletta di Niccolò Antonio Zingarelli, con la figlia nel ruolo di Romeo ed il marito in quello di Everardo Cappelli, a New York nel 1826[cor 15].

### Riferimenti al repertorio del Corago (Università di Bologna)
1. ↑  Sotto il nome di Joaquina Garcia,  Il *califfo di Bagdad, opera lirica. Rappresentazione : 30/09/1813 - Napoli, Teatro del Fondo, su corago.unibo.it. URL consultato il 14 gennaio 2018.
2. ↑   Medea in Corinto, opera lirica. Rappresentazione : 28/11/1813 - Napoli, Teatro San Carlo, su corago.unibo.it. URL consultato il 15 gennaio 2018.
3. ↑   Ernesta e Carlino, ovvero I due Savoiardi, opera lirica. Rappresentazione: carn. 1815 - Napoli, Teatro de' Fiorentini, su corago.unibo.it. URL consultato il 2 agosto 2018.
4. ↑   L' *amante astuto, opera lirica. Rappresentazione : 17/12/1825 - New York, Theatre, su corago.unibo.it. URL consultato il 14 gennaio 2018.
5. ↑   La *figlia dell'aria, opera lirica. Rappresentazione : 25/04/1826 - New York, Park, su corago.unibo.it. URL consultato il 14 gennaio 2018.
6. ↑   Il *matrimonio di Figaro, opera lirica. Rappresentazione : aut. 1811 - Torino, Teatro Carignano, su corago.unibo.it. URL consultato il 15 gennaio 2018.
7. ↑   Le *nozze di Figaro, opera lirica. Rappresentazione : 03/1814 - Napoli, Teatro del Fondo, su corago.unibo.it. URL consultato il 14 gennaio 2018.
8. ↑   Le *nozze di Figaro, opera lirica. Rappresentazione: 11/05/1815 - Napoli, Teatro San Carlo, su corago.unibo.it. URL consultato il 2 agosto 2018.
9. ↑   L' *oro non compra amore, opera lirica. Rappresentazione : 06/01/1812 - Napoli, Teatro San Carlo, su corago.unibo.it. URL consultato il 14 gennaio 2018.
10. ↑   I *Manli, opera lirica. Rappresentazione : 07/11/1812 - Napoli, Teatro San Carlo, su corago.unibo.it. URL consultato il 15 gennaio 2018.
11. ↑   Gaulo ed Oitona, opera lirica. Rappresentazione : 09/03/1813 - Napoli, Teatro San Carlo, su corago.unibo.it. URL consultato il 15 gennaio 2018.
12. ↑   Gaetano Rossi, I riti d'Efeso, Musica di Giuseppe Farinelli, Napoli, Largo del Castello, 20, 1813,  p. 2.
13. ↑   La *scuola degli amanti, opera lirica. Rappresentazione: prim. 1815 - Napoli, Teatro del Fondo, su corago.unibo.it. URL consultato il 2 agosto 2018.
14. ↑   Othello, opera lirica. Rappresentazione : 1826 - New York, Theatre, su corago.unibo.it. URL consultato il 14 gennaio 2018.
15. ↑   Romeo e Giulietta, opera lirica. Rappresentazione : 1826 - New York, Theatre, su corago.unibo.it. URL consultato il 14 gennaio 2018.